# Marian Gómez Pezuela Cano
Marian Gomez Pezuela Cano (* 24. September 2001) ist eine mexikanische Tennisspielerin.

## Karriere
Gomez Pezuela Cano spielt hauptsächlich Turniere auf der ITF Women’s World Tennis Tour, wo sie bislang acht Titel im Doppel gewinnen konnte.

## Turniersiege

### Doppel
| Nr. | Datum             | Turnier   | Kategorie | Belag             | Partnerin                | Finalgegnerinnen                        | Ergebnis          |
| --- | ----------------- | --------- | --------- | ----------------- | ------------------------ | --------------------------------------- | ----------------- |
| 1.  | 25. November 2023 | Córdoba   | ITF W15   | Sand              | Justina Gonzalez Daniele | Francesca Mattioli Mariana Zottoli      | 6:3, 4:6, [10:5]  |
| 2.  | 20. Juli 2024     | Luján     | ITF W15   | Sand              | Luisina Giovannini       | Romina Ccuno Lucciana Perez Alarcon     | 6:0, 6:2          |
| 3.  | 10. August 2024   | Chacabuco | ITF W35   | Sand              | Luisina Giovannini       | Jazmin Ortenzi Lucciana Perez Alarcon   | ohne Spiel        |
| 4.  | 16. November 2024 | Neuquén   | ITF W15   | Sand              | Luisina Giovannini       | Fernanda Labrana Lucciana Perez Alarcon | 6:3, 6:4          |
| 5.  | 23. November 2024 | Córdoba   | ITF W15   | Sand              | Luisina Giovannini       | Lourdes Ayala Maria Florencia Urrutia   | 6:3, 6:77, [10:8] |
| 6.  | 17. Mai 2025      | Trelew    | ITF W15   | Hartplatz (Halle) | Martina Capurro Taborda  | Luciana Moyano Camila Romero            | 6:0, 7:67         |
| 7.  | 19. Juli 2025     | São Paulo | ITF W35   | Sand              | Lucciana Pérez Alarcón   | Dang Yiming You Xiaodi                  | Walkover          |
| 8.  | 9. August 2024    | Chacabuco | ITF W35   | Sand              | Luisina Giovannini       | Ana Candiotto Justina Gonzalez Daniele  | 3:6, 7:67, [10:5] |